# Лёйё, Жорж
Жорж Робер Феликс Констан Лёйё (фр. Georges Robert Félix Constant Leuillieux; 3 августа 1879 — 1 мая 1950) — французский ватерполист и пловец, бронзовый призёр летних Олимпийских игр 1900.
В водном поло на Играх Лёйё входил в состав третьей французской команды, которая сразу же проиграла Бельгии в четвертьфинале со счётом 2:0, не пройдя дальше.
Кроме того, Лёйё участвовал в нескольких плавательных гонках. В плавании на 1000 м вольным стилем он занял итоговое шестое место. В 4000 м вольным стилем он не финишировал в полуфинале, и не занял никакого места в этой дисциплине. В 200 м на спине он вышел в финал, но снова не смог финишировать в заключительной гонке. В командной гонке на 200 м его команда стала в итоге третьей, и Лёйё стал бронзовым призёром Игр.